# Tournefortia andrade-limae
Tournefortia andrade-limae är en strävbladig växtart som beskrevs av J.I.M.Melo. Tournefortia andrade-limae ingår i släktet Tournefortia och familjen strävbladiga växter. Inga underarter finns listade i Catalogue of Life.